# Vitorino Hilton
Vitorino Hilton (* 13. září 1977, celým jménem Vitorino Hilton da Silva) je brazilský profesionální fotbalista hrající na pozici středního obránce. Od roku 2022 hájí dres FC Sète 34. Ve francouzské lize vyhrál dva tituly během tří let. V sezóně 2009/10 vyhrál titul ve dresu Olympique Marseille a v sezóně 2011/12 ve dresu Montpellieru.
V závěrečné fázi své kariéry se stal nejstarším hráčem, který kdy nastoupil k zápasu nejvyšší francouzské ligové soutěže, Ligue 1, a také jejím nejstarším střelcem gólu.

## Klubová kariéra
V létě roku 2011 se jako volný hráč upsal Montpellieru. Mladý tým pod vedením Reného Girarda získal titul na úkor favorita Paris Saint-Germain, které v letním přestupovém období přivedlo několik hvězd. Hilton se čtyřikrát dostal do zvolené nejlepší jedenáctky ligového kola. Později byl zvolen také do nejlepšího týmu sezóny. Montpellier získal 82 bodů (jen jediný klub v historii soutěže získal více bodů v jedné sezóně) a vybojoval první titul své klubové historie.
V sezóně 2019/20 nevynechal jediný ligový zápas, sezóna se však kvůli vypuknutí pandemii covidu-19 nedohrála. Montpellier skončil na osmém místě tabulky. Hilton v květnu prodloužil smlouvu na jeden další rok. Nadále patřil mezi nejlepší hlavičkáře nejlepších evropských lig, statisticky uspěl ve dvou vzdušných soubojích ze tří.
Po sezóně 2020/21 mu nebyla prodloužena smlouva a tak se rozhodl ve věku 43 let ukončit kariéru. Počet jím odehraných zápasů v Ligue 1 se zastavil na čísle 512.
Zkraje roku 2022 podepsal smlouvu s FC Sète 34 ve třetí francouzské lize Championnat National, tou dobou uprostřed ligové tabulky na 12. příčce.

## Úspěchy

### Klubové
RC Lens
- 2× vítěz Poháru Intertoto – 2005, 2007[8]

Olympique Marseille
- 1× vítěz Ligue 1 – 2009/10[8]
- 1× vítěz Coupe de la Ligue – 2009/10[8]
- 1× vítěz Trophée des champions – 2010[8]

Montpellier HSC
- 1× vítěz Ligue 1 – 2011/12[8]